# Pablo Lavergne
Pablo Lavergne o La-Vergne (París, ¿?-1861) fue un heraldista y rey de armas español.

## Biografía
Nació en París, hijo de Paul Lavergne Doidon, y de Marguerite Duru Goutier.

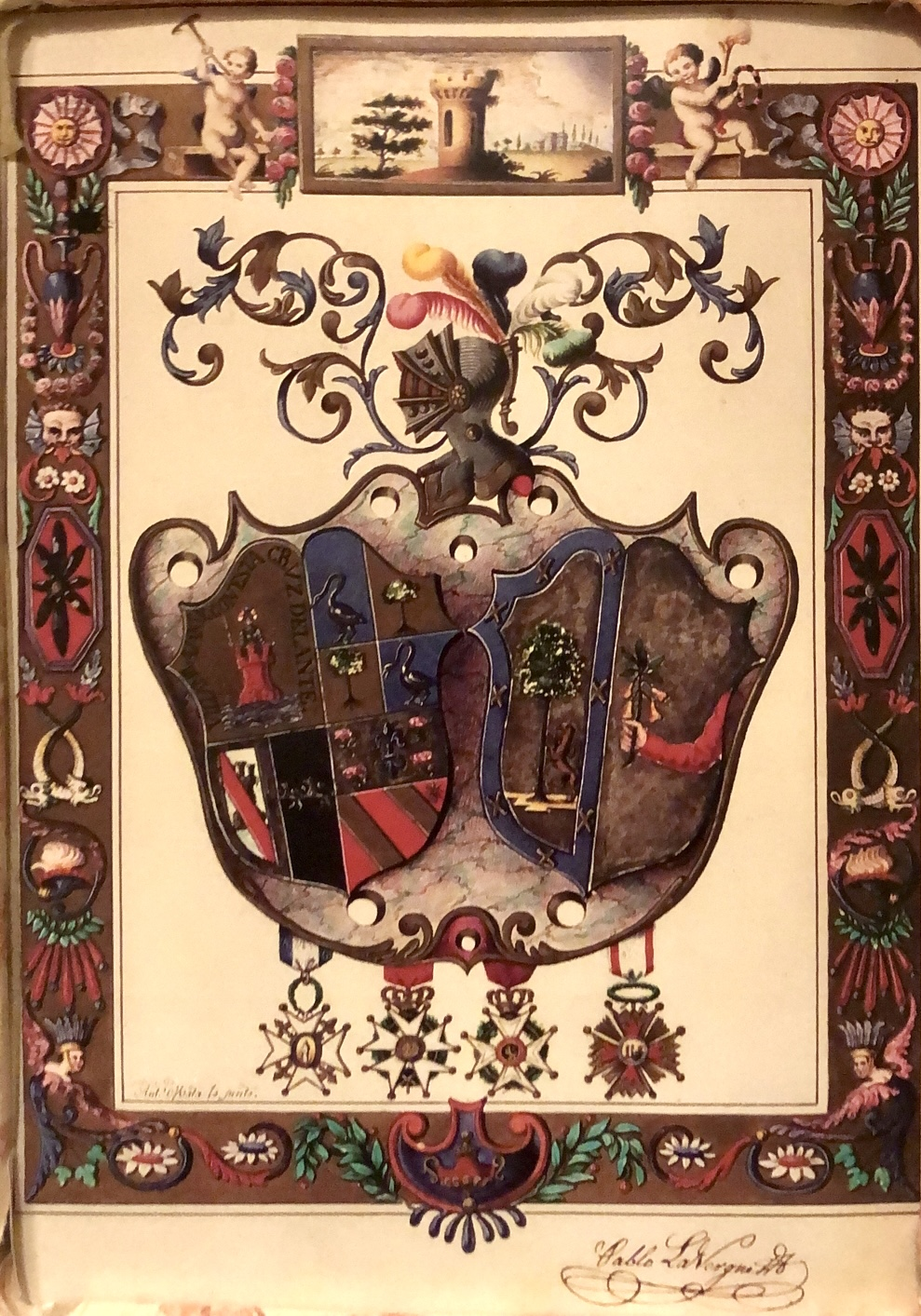
Armas de Jenaro Pérez de Villaamil dibujadas por Pablo Lavergne.

En 1811 entró como ebanista al servicio de Carlos IV por entonces exiliado en Roma. Sirvió a este monarca llegando a ser maestro de su taller de cámara. Llegó a fabricar escopetas para el monarca conservadas en la Real Armería.
Tras el fallecimiento de Carlos IV en 1817 pasó a España incorporándose al servicio de Fernando VII como parte del Real Guardamuebles. Hasta su muerte seguiría sirviendo  en la Real Casa.
Hacia 1832 fue nombrado conserje de la Real Posesión de Vistalegre y posteriormente, también lo sería de La Florida. Cesó en 1835 de estos empleos, siendo nombrado al año siguiente por María Cristina de Borbón, rey de armas.
Murió en 1861.

## Matrimonio e hijos
Contrajo matrimonio en 1820 con María Magdalena de Sape y Arene. El matrimonio tendría cinco hijos:
- Pablo, casado con Mercedes Puchol.
- Agustín, casado con Isabel Lidon y oficial en la Intendencia General de la Real Casa.[3]
- Luisa, casada con Félix de Figueroa.
- Águeda, soltera.
- Joaquina, también soltera.

## Cargos y honores

### Cargos
- Jefe del Guadarnés General de la Reales Caballerizas

### Honores
- Caballero de la Orden de San Juan de Jerusalén.

### Individuales
1. ↑  Campuzano y Herrera, Gabriel (1854).  Eusebio Aguado, ed. Catálogo de la Real Armería ... siendo caballerizo mayor D.Joaquín Fernández de Córdoba y veedor D.Gabriel Campuzano y Herrera. Madrid: Aguado. p. 140. Consultado el 30 de diciembre de 2022.
2. ↑  «Guía de forasteros en Madrid para el año de 1841». Guía de forasteros: 237.
3. ↑  Anuario general del comercio, de la industria y de las profesiones de la magistratura y de la administración ó Diccionario Indicador.... Imp. Oficinas del Anuario. 1863. p. 225. Consultado el 30 de diciembre de 2022.